# Чёрная щука
Чёрная щука, или полосатая щука (лат. Esox niger) — вид североамериканских лучепёрых рыб семейства щуковых. Имеет характерную расцветку в виде полос на боках, напоминает видом обыкновенную щуку. Имеет несколько меньшие размеры, чем другие щуки. Максимальная длина тела 99 см, а масса — 4,3 кг.
Встречается чаще в озёрах и в запруженных участках рек.
Её ареал расположен вдоль восточного побережья Северной Америки от южной Канады до Флориды, и к западу до Техаса. На Атлантическом побережье, в штате Мэн и Нью-Брансуике, щука распространилась до 46 градусов северной широты. Рыба обитает в пресных водах из долины Миссисипи в южной части штата Висконсин. Кроме того, часто можно обнаружить в озере Мичиган и в нижней части Великих озёр.